# LvivMozArt
El festival LvivMozArt es un festival internacional de música clásica que se celebra anualmente en Lviv y Brody, y sus alrededores, en Ucrania. Recibe su nombre en honor a Franz Xaver Wolfgang Mozart, hijo de Wolfgang Amadeus Mozart, que vivió en Lviv desde 1808 hasta 1838.
LvivMozArt combina música académica contemporánea y piezas clásicas interpretadas por músicos de múltiples países europeos, Estados Unidos y Sudáfrica. Su última edición anterior a la pandemia de COVID-19 atrajo a 9.500 espectadores.